# Погода в доме
«Погода в доме» — восьмой студийный альбом российской эстрадной и джазовой певицы Ларисы Долиной, выпущенный в 1997 году лейблом Master Sound Records для ЛД Studio. Альбом создан в сотрудничестве с композитором Русланом Горобцом и поэтом Михаилом Таничем.
23 и 24 декабря 1996 года в Государственном центральном концертном зале «Россия» состоялась премьера юбилейной сольной программы Ларисы Долиной «Погода в доме». В этом музыкальном шоу прозвучали известные хиты певицы, а также был представлен новый альбом «Погода в доме». В шоу приняли участие Ирина Отиева и Сергей Лемох.
Альбом имел большой успех. В частности, согласно данным «Российского музыкального ежегодника», составленного специалистами агентства InterMedia, альбом «Погода в доме» стал самым продаваемым в 1997 году в России, изданном на кассете, разойдясь тиражом более 1 500 000 копий; среди альбомов, изданных на компакт-дисках, он стал вторым. Он также стал ауреатом национальной российской музыкальной премии «Овация» в номинации «Лучший альбом года» (1998).

## Список композиций
Все тексты написаны Михаилом Таничем, вся музыка написана Русланом Горобцом.
| №                   | Название            | Длительность |
| ------------------- | ------------------- | ------------ |
| 1.                  | «Погода в доме»     | 4:18         |
| 2.                  | «Хочу быть любимой» | 3:58         |
| 3.                  | «Просто танго»      | 4:17         |
| 4.                  | «Увижу, узнаю»      | 3:36         |
| 5.                  | «Группа крови»      | 4:37         |
| 6.                  | «Обижаюсь»          | 3:22         |
| 7.                  | «Диета»             | 3:25         |
| 8.                  | «Москвичка»         | 4:02         |
| 9.                  | «Проехали»          | 3:45         |
| 10.                 | «Мальчик мой»       | 3:24         |
| 11.                 | «Гости»             | 3:56         |
| 12.                 | «Ресторан»          | 3:26         |
| 13.                 | «Ты снишься мне»    | 3:46         |
| 14.                 | «Ревнуй меня»       | 4:07         |
| 15.                 | «Ноль градусов»     | 3:40         |
| 16.                 | «До свидания»       | 3:26         |
| 17.                 | «Третий звонок»     | 3:23         |
| Общая длительность: | Общая длительность: | 1:04:28      |

## Участники записи
- Аранжировка — Руслан Горобец, Вячеслав Хусид (1, 5, 7), Сергей Рудненский (2, 13), Александр Самойлов (3), Александр Белый (4, 6, 8, 14, 15), Игорь Павленко (9, 10), Даниил Данин (11), Юрий Варум (12, 16)
- Вокал — Лариса Долина
- Гитара — Анатолий Шеванов (1, 12), Вадим Голутвин (2, 4, 8, 13), Александр Самойлов (3), Игорь Хомич (5), Александр Павленко (11), Талгат Тухтамышев (11), Александр Венгеров (16), Дмитрий Четвергов (17)
- Дизайн — Ольга Алисова
- Звукорежиссёр — Валерий Таманов
- Исполнительный продюсер — Константин Акимов
- Мастеринг — Андрей Субботин
- Музыкальный продюсер — Руслан Горобец
- Продюсер — Виктор Митязов, Всеволод Устинов, Борис Оппенгейм
- Саксофон — Владимир Пресняков ст. (1, 7)
- Саксофон-альт — Батырхан Шукенов (13, 16)
- Тенор-вокал — Андрей Смешанов (2)
- Тромбон — Анатолий Куликов (17)
- Труба — Виктор Горбунов (17), Владимир Калмыков (17)
- Фортепиано — Руслан Горобец (3, 6, 7, 15)

Сведения взяты из аннотации к альбому.